# Bey (Ain)
Bey ist eine französische Gemeinde mit 290 Einwohnern (Stand: 1. Januar 2022) im Département Ain in der Region Auvergne-Rhône-Alpes; sie gehört zum Arrondissement Bourg-en-Bresse und zum Kanton Vonnas.

## Geographie
Bey liegt in der Landschaft Bresse etwa neun Kilometer südsüdöstlich von Mâcon und etwa 29 Kilometer westnordwestlich von Bourg-en-Bresse am Flüsschen Avanon, kurz vor dessen Mündung in die Saône. Umgeben wird Bey von den Nachbargemeinden Cormoranche-sur-Saône im Norden, Cruzilles-lès-Mépillat im Osten sowie Garnerans im Süden und Westen.

## Bevölkerungsentwicklung
| Jahr                       | 1962 | 1968 | 1975 | 1982 | 1990 | 1999 | 2011 | 2020 |
| Einwohner                  | 129  | 105  | 131  | 181  | 195  | 221  | 247  | 291  |
| Quellen: Cassini und INSEE |      |      |      |      |      |      |      |      |

## Sehenswürdigkeiten
- Kirche Saint-Martin, Monument historique seit 1945
- Schloss Bey

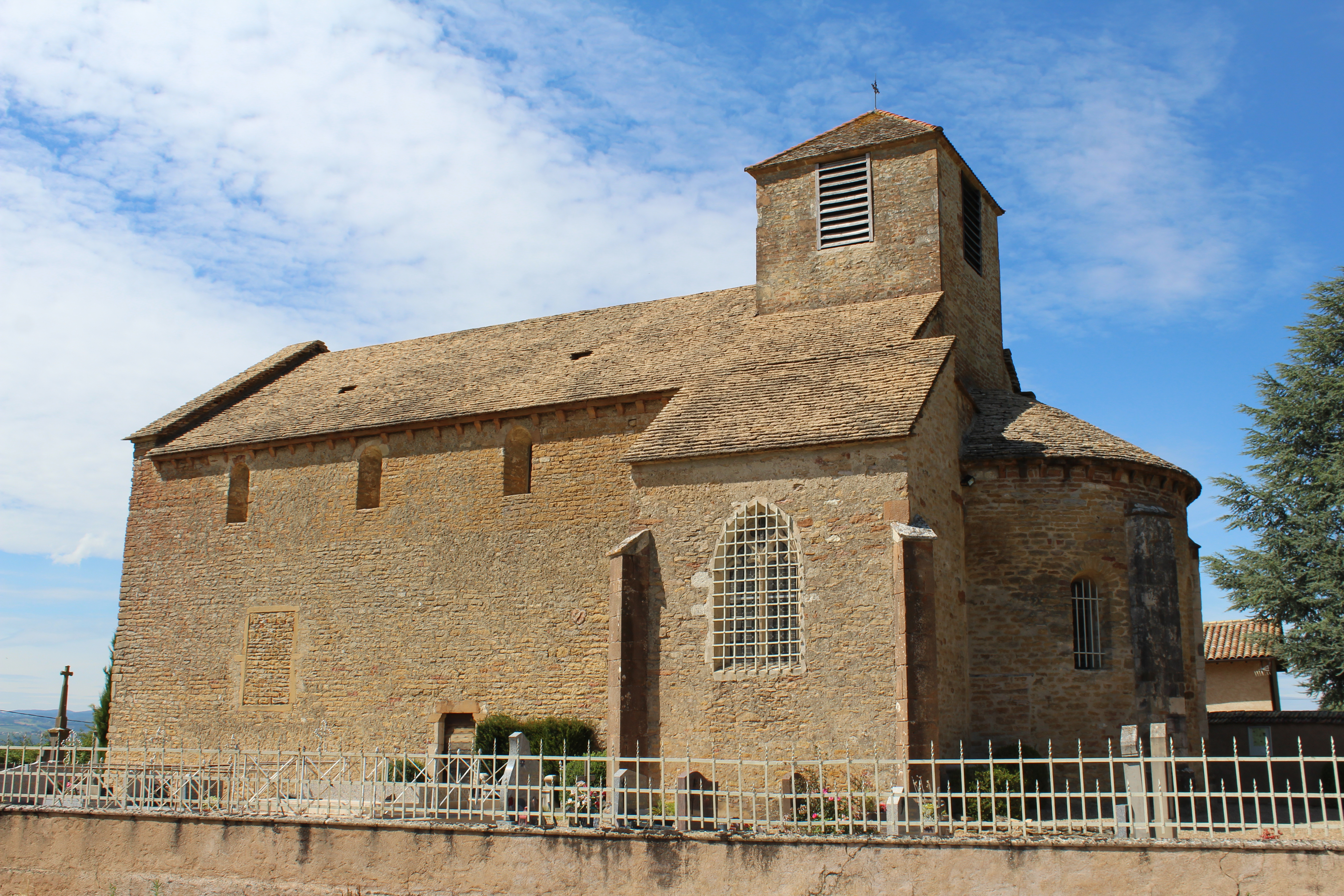
Kirche Saint-Martin
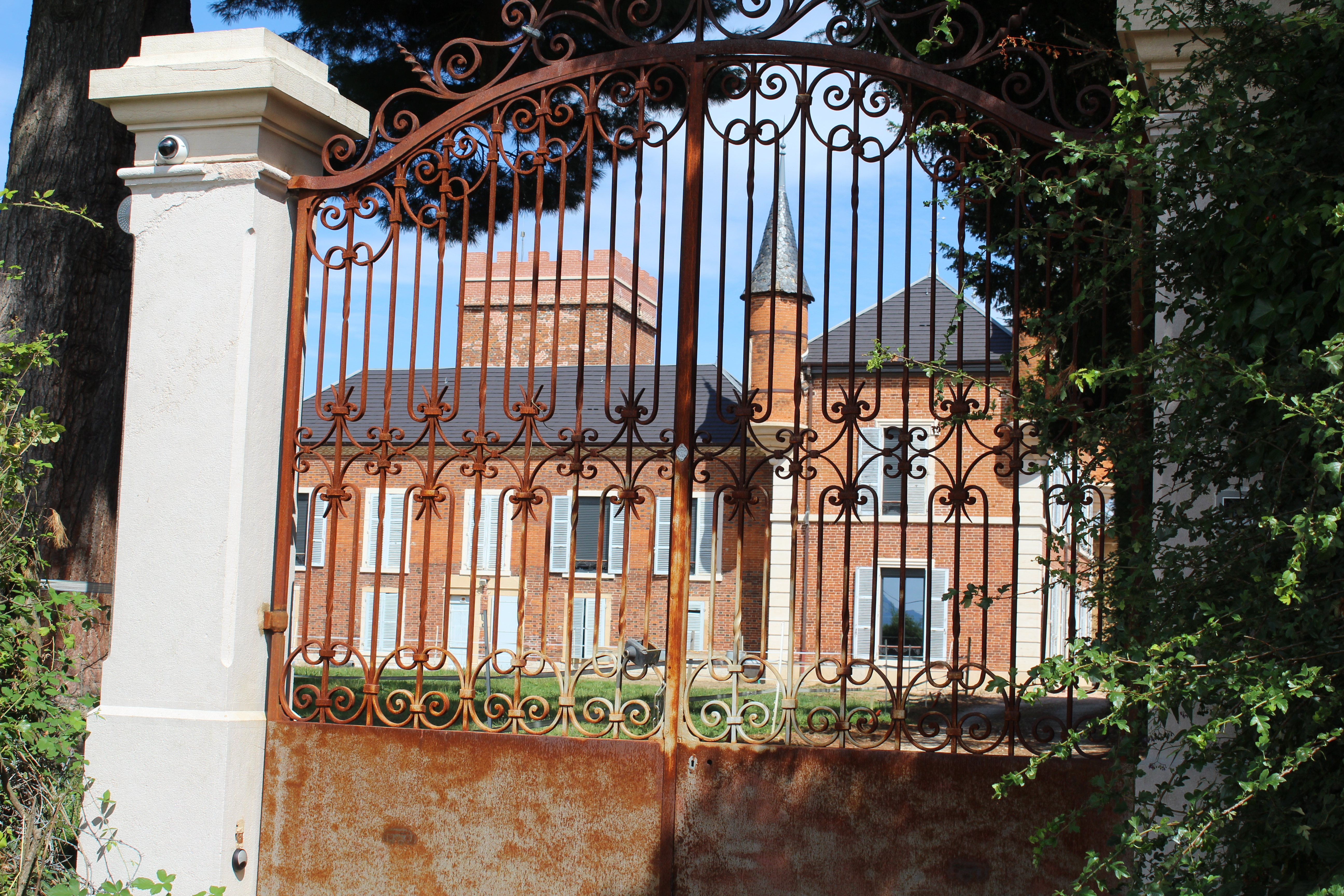
Schloss Bey

## Gemeindepartnerschaft
Über den Gemeindeverband besteht eine Partnerschaft mit der deutschen Gemeinde Straubenhardt in Baden-Württemberg.